# Lepidochrysops irvingi
Lepidochrysops irvingi är en fjärilsart som beskrevs av Swanepoel 1948. Lepidochrysops irvingi ingår i släktet Lepidochrysops och familjen juvelvingar. Inga underarter finns listade i Catalogue of Life.